# Фанаріоти
Фанаріоти (грец. Φαναριώτες, дос. «мешканці Фанара») — мешканці кварталу Фенер в Стамбулі з резиденцією грецького патріарха. Нащадки грецької аристократії, що залишилась у Константинополі після його захоплення турками в 1453 році.
В Османській імперії 18 — початку 19 ст. представники грецького духовенства і торговельно-грошової аристократії (сім'ї Маврокордато, Іпсіланті, Кантакузини, Суццо, Караджа та ін.) користувалися значними привілеями, в тому числі на заняття високих постів (драгомана, господаря та ін.) у турецькій адміністрації.
Влада фанаріотів була ліквідована у Валахії та Молдові в результаті Валаського повстання 1821-го, у Греції — в ході Грецької національно-визвольної революції 1821-29 .
З родини греків-фанаріотів походив відомий буковинський вчений-природознавець Костянтин Гормузакі.